# Âne catalan
L'âne catalan (Equus asinus var. catalena) est une race d'âne autochtone de la Catalogne, où il est appelé ruc català ou ase català. Il est aussi appelé phonétiquement le bourou catalan.

## Histoire
À l'origine, l'âne catalan est une sous-espèce de Equus asinus somalicus, qui sera l'ancêtre de tous les ânes du Proche-Orient, et plus tard d'Europe. Il est étroitement lié aux ânes marocains et zamorano-leonés.
La race semble être très ancienne : Pline l'Ancien constate qu'il y en a à la plaine de Vic, alors appelés ausetans. Elle est toutefois en danger d'extinction, son utilité en agriculture diminuant comme c'est le cas pour beaucoup d'autres animaux de la ferme. Il y avait autrefois jusqu'à 50 000 ânes catalans, mais il n'en reste aujourd'hui qu'environ 500, dont 100 en dehors de la Catalogne.
Elle est l'ancêtre des ânes nord-américains, étant souvent mélangée à d'autres races pour en améliorer les caractéristiques physiques.
La race est officiellement reconnue en 2024.

## Description
L'âne catalan a une taille comprise entre 1,45 m et 1,55 m au garrot et peut peser jusqu'à 500 kg. Son pelage est ras et noir sur tout le corps sauf autour de la bouche, des yeux et sur le ventre où il est blanc. En hiver il devient marron et plus long, pour protéger l'animal du froid. Ses grandes oreilles, longues, droites et étroites, sont implantées sur le haut du crâne.

## Culture associée

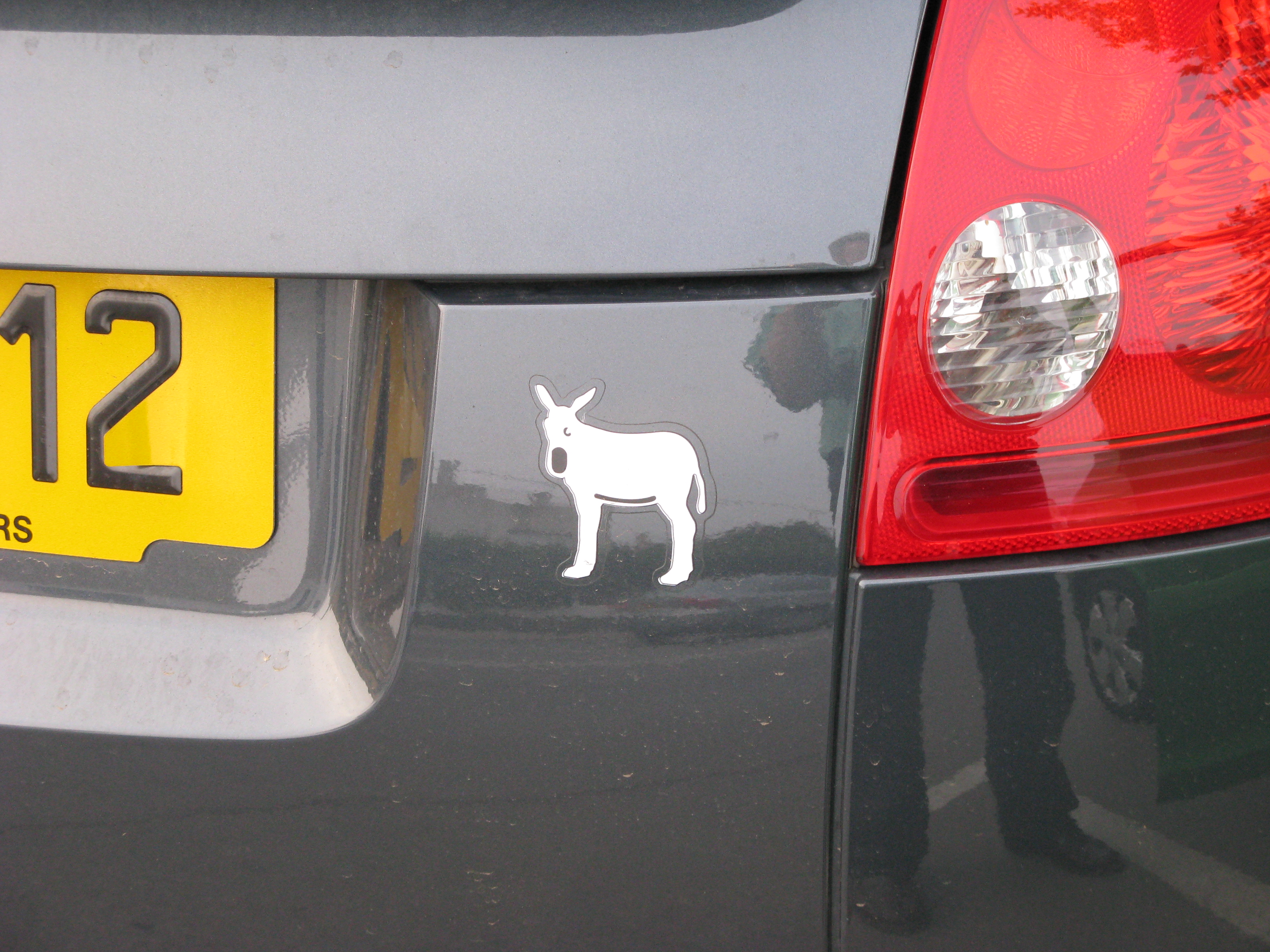
Adhésif de l'âne catalan sur une voiture.

Les catalanistes revendiquent le ruc català en tant que symbole catalan, en opposition au taureau, symbole de l'Espagne. Certains le considèrent comme le vrai symbole de la Catalogne, d'autres trouvent que c'est une manière de ridiculiser le symbole espagnol. On trouve depuis plusieurs années beaucoup d'autocollants sur les voitures et motos représentant l'âne catalan.

### Sources
- (ca) Cet article est partiellement ou en totalité issu de l’article de Wikipédia en catalan intitulé « Ruc català » (voir la liste des auteurs).